# Far East Cup w biegach narciarskich 2019/2020
Far East Cup w biegach narciarskich 2019/2020 to kolejna edycja tego cyklu zawodów. Rywalizacja rozpoczęła się 16 grudnia 2019 w południowokoreańskim ośrodku narciarskim Alpensia Resort, a zakończyła się 22 marca 2020 w japońskim Shiramine.
Obrońcami tytułu byli reprezentanci Japonii wśród kobiet Yukari Tanaka, a wśród mężczyzn Hikari Fujinoki.

## Kalendarz i wyniki

### Kobiety
| Lp. | Data             | Miejscowość     | Dystans                          | 1. miejsce        | 2. miejsce      | 3. miejsce    |
| --- | ---------------- | --------------- | -------------------------------- | ----------------- | --------------- | ------------- |
| 1.  | 16 grudnia 2019  | Alpensia Resort | 5 km s. klasycznym               | Anastasija Dubowa | Eui Jin Lee     | Lee Chae-won  |
| 2.  | 17 grudnia 2019  | Alpensia Resort | 5 km s. dowolnym                 | Anastasija Dubowa | Eui Jin Lee     | Lee Chae-won  |
| 3.  | 26 grudnia 2019  | Otoineppu       | 5 km s. klasycznym               | Masako Ishida     | Masae Tsuchiya  | Yukari Tanaka |
| 4.  | 27 grudnia 2019  | Otoineppu       | 5 km s. dowolnym                 | Masako Ishida     | Shiori Yokohama | Miki Kodama   |
| 5.  | 6 stycznia 2020  | Sapporo         | 5 km s. klasycznym               | Odwołany          | Odwołany        | Odwołany      |
| 6.  | 7 stycznia 2020  | Sapporo         | Sprint s. klasycznym             | Odwołany          | Odwołany        | Odwołany      |
| 7.  | 6 stycznia 2020  | Sapporo         | 10 km s. dowolnym (start masowy) | Odwołany          | Odwołany        | Odwołany      |
| 8.  | 19 stycznia 2020 | Alpensia Resort | 5 km s. klasycznym               | Lee Chae-won      | Eui Jin Lee     | Han Da-som    |
| 9.  | 20 stycznia 2020 | Alpensia Resort | 5 km s. dowolnym                 | Lee Chae-won      | Han Da-som      | Eui Jin Lee   |
| 10. | 21 marca 2020    | Shiramine       | Sprint s. dowolnym               | Odwołany          | Odwołany        | Odwołany      |
| 11. | 22 marca 2020    | Shiramine       | 10 km s. klasycznym              | Odwołany          | Odwołany        | Odwołany      |

### Mężczyzn
| Lp. | Data             | Miejscowość     | Dystans                          | 1. miejsce     | 2. miejsce          | 3. miejsce          |
| --- | ---------------- | --------------- | -------------------------------- | -------------- | ------------------- | ------------------- |
| 1.  | 16 grudnia 2019  | Alpensia Resort | 10 km s. klasycznym              | Michaił Sosnin | Hikari Fujinoki     | Jarosław Katlarczuk |
| 2.  | 17 grudnia 2019  | Alpensia Resort | 10 km s. dowolnym                | Michaił Sosnin | Jarosław Katlarczuk | Hikari Fujinoki     |
| 3.  | 26 grudnia 2019  | Otoineppu       | 5 km s. klasycznym               | Naoto Baba     | Hiroyuki Miyazawa   | Takanori Ebina      |
| 4.  | 27 grudnia 2019  | Otoineppu       | 5 km s. dowolnym                 | Naoto Baba     | Hiroyuki Miyazawa   | Masato Tanaka       |
| 5.  | 6 stycznia 2020  | Sapporo         | 10 km s. klasycznym              | Odwołany       | Odwołany            | Odwołany            |
| 6.  | 7 stycznia 2020  | Sapporo         | Sprint s. klasycznym             | Odwołany       | Odwołany            | Odwołany            |
| 7.  | 6 stycznia 2020  | Sapporo         | 15 km s. dowolnym (start masowy) | Odwołany       | Odwołany            | Odwołany            |
| 8.  | 19 stycznia 2020 | Alpensia Resort | 10 km s. klasycznym              | Lee Geon-yong  | Kim Min-woo         | Jong-Won Jeong      |
| 9.  | 20 stycznia 2020 | Alpensia Resort | 10 km s. dowolnym                | Kim Eun-ho     | Kim Min-woo         | Jong-Won Jeong      |
| 10. | 21 marca 2020    | Shiramine       | Sprint s. dowolnym               | Odwołany       | Odwołany            | Odwołany            |
| 11. | 22 marca 2020    | Shiramine       | 15 km s. klasycznym              | Odwołany       | Odwołany            | Odwołany            |

## Klasyfikacje
| Lp. | Zawodniczka     | Punkty |
| --- | --------------- | ------ |
| 1.  | Lee Chae-won    | 360    |
| 2.  | Eui Jin Lee     | 340    |
| 3.  | Je Sangmi       | 210    |
| 4.  | Masako Ishida   | 200    |
| 4.  | Ji Ye Lee       | 200    |
| 6.  | Lim Gaeul       | 153    |
| 7.  | Hae-Young Ham   | 142    |
| 8.  | Han Da-som      | 140    |
| 9.  | So Young Moon   | 134    |
| 10. | Shiori Yokohama | 125    |
| 11. | Masae Tsuchiya  | 109    |
| 12. | Yukari Tanaka   | 105    |
| 12. | Kim Bo-ra       | 105    |
| 14. | Miki Kodama     | 100    |
| 15. | Kim Ji-min      | 88     |

| Lp. | Zawodnik          | Punkty |
| --- | ----------------- | ------ |
| 1.  | Hikari Fujinoki   | 285    |
| 2.  | Kim Min-woo       | 270    |
| 3.  | Lee Geon-yong     | 242    |
| 4.  | Jong-Won Jeong    | 202    |
| 5.  | Naoto Baba        | 200    |
| 6.  | Takahiro Suzuki   | 180    |
| 7.  | Kim Eun-ho        | 178    |
| 8.  | Akihito Uda       | 169    |
| 9.  | Hiroyuki Miyazawa | 160    |
| 10. | Tomoki Sato       | 122    |
| 11. | Ji Young Byun     | 119    |
| 12. | Park Seong-beom   | 115    |
| 13. | Lee Joon-Seo      | 114    |
| 14. | Takanori Ebina    | 100    |
| 15. | Hojin Lee         | 98     |